# American Heritage Girls
L'American Heritage Girls est un mouvement scout centré sur le Christ, fondé en 1995 par Patti Garibay et des parents de scouts américains.
Ces derniers ont créé le mouvement après que Girl Scouts of America ait accepté des lesbiennes parmi ses membres, et ait permis à de jeunes filles de remplacer le mot Dieu dans leur Promesse scoute par un autre mot.
L'organisation revendique, en 2010, environ 10 000 membres des 37 États différents.

## Idéaux et religion
L'American Heritage Girls a pour mission, selon elle, de :

« Construire l'intégrité de la femme par les services rendus à Dieu, à sa famille, à sa communauté et à son pays. »

La présentation de l'organisation reflète des valeurs similaires :

« American Heritage Girls est la première organisation nationale de développement de la personnalité pour les jeunes femmes qui embrassent les valeurs chrétiennes et s'impliquent dans leur vie familiale. »

Les croyances chrétiennes sont y explicitement affichées, notamment dans la profession de foi : 

« Nous croyons qu'il ya un Dieu trinitaire - le Père, Jésus-Christ, son Fils unique, et l'Esprit Saint - Créateur de l'univers et qui existe éternellement. Nous croyons aux Saintes Ecritures (Ancien / Nouveau Testament), à l'inspiration et la foi de la Parole de Dieu. Nous croyons que chaque personne est créée à son image dans le but de communier avec Dieu et d'adorer Dieu. Nous croyons à l'Esprit Saint qui nous permet de vivre une vie pieuse. Nous croyons que chaque individu est appelé à aimer le Seigneur Dieu de tout leur cœur, esprit, âme et force, et à aimer leur prochain comme eux-mêmes. Nous croyons que chaque individu est appelé à vivre une vie de pureté, de service, et d'intégrité. »

## Partenariats
En juin 2009, American Heritage Girls crée un partenariat avec Boy Scouts of America. Le memorandum de support mutuel créé pour l'occasion reconnait des valeurs et des objectifs communs aux deux organisations, et établit une relation privilégiée avec les Venturers.